# مثبت-دبيان
مثبت-دبيان هو برنامج التثبيت لتوزيعة دبيان. يمتلك المثبت واجهة رسومية وأخرى نصية ويتيح عدة طرق لتثبيت. كتبت أصلا من اجل دبيان الإصدار 3.1 (الاسم الكودي: “سارج”)، لكن استخدم أولا مع توزيعة سكولي لينكس فينيوس 1.0 (بالإنجليزية: SkolelinuxVenus 1.0). كانت أول واجهة رسومية لمثبت دبيان تلك التي جاءت مع الإصدار الرابع لدبيان (الاسم الرمزي: ايتش), باستخدام جتك+ (و DirectFB).

## مزايا
- الكشف التلقائي لمعالجات 64 بت، بحيث الاختيار بين AMD64 وI386.
- الكشف التلقائي عن أمور عديدة مثل (المنطقة الزمنية، وكيل، (بروكسي) وما إلى ذلك) وبالتالي يوفر على المستخدم الكثير من العمل.
- دعم العديد من اللغات، ويستخدم اللغة التي تم اختيارها في كامل عملية التثبيت.

## وصلات خارجية
- الموقع الرسمي